# Sebastiano Cefali
Sebastiano Cefali, (żył w XVII wieku, daty i miejsca urodzenia i śmierci nieznane) – włoski pisarz i dyplomata, sekretarz królewski w kancelarii króla Jana Kazimierza i sekretarz marszałka wielkiego koronnego Jerzego Lubomirskiego, aktywnie uczestniczył w sporach Korony ze szlachtą.
Pochodził z Sycylii i nie był szlachcicem, co stawiało go w drugorzędnej pozycji wobec polskich elit, ale także wobec najbogatszych Włochów w Polsce. Od jesieni 1658 jako sekretarz Lubomirskiego starał się propagować kandydaturę księcia Toskanii Mattiasa Medyceusza na króla Polski. Przynajmniej do 1666 Cefali przekazywał na dwór książęcy w Toskanii informacje o sytuacji w Polsce, pozostając jednak lojalnym wobec Lubomirskich. Cefali popierał polską demokrację szlachecką, opartą na dominacji rodów magnackich.